# Committee for Skeptical Inquiry

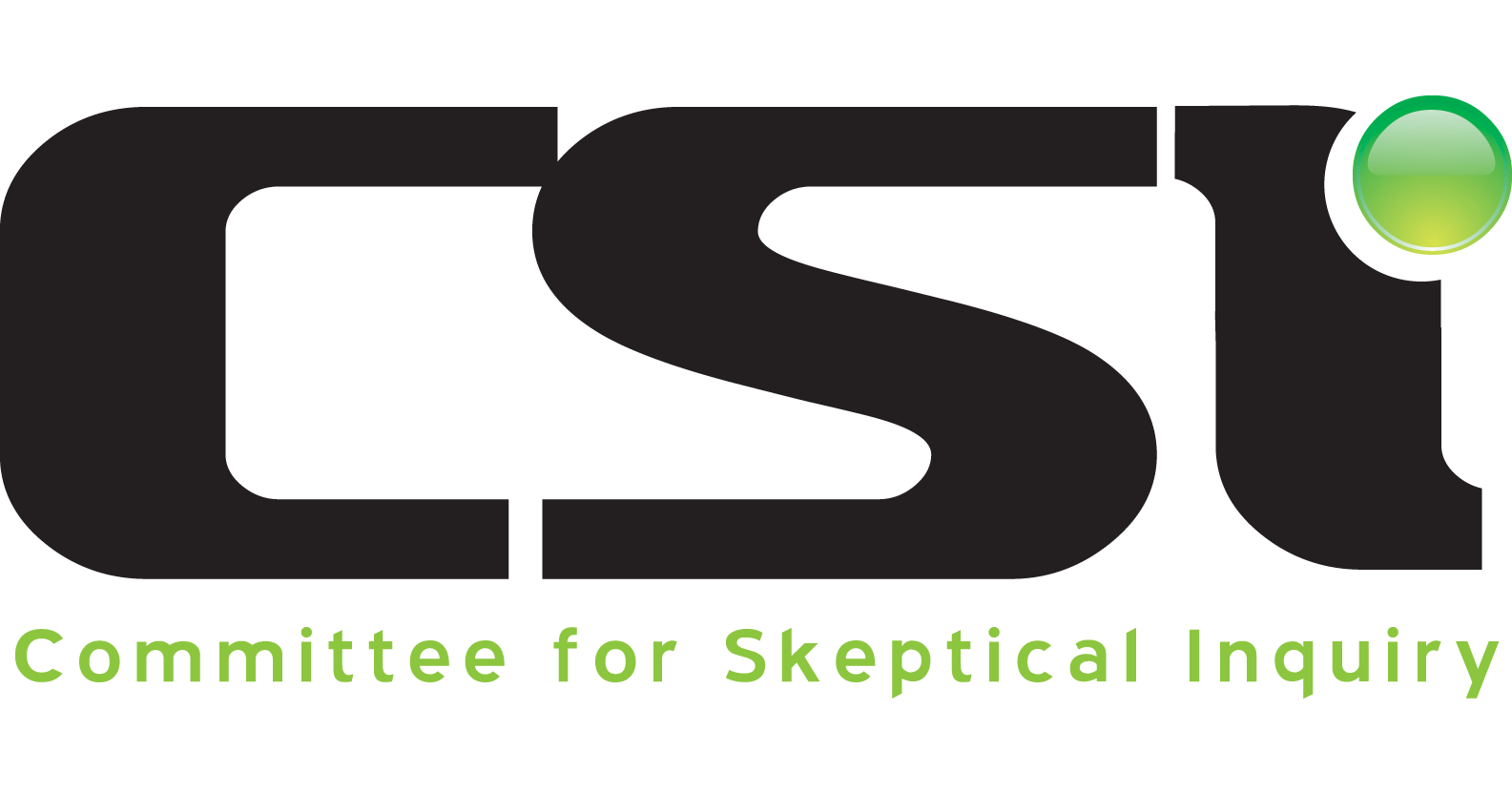
Logo CSI.

Den här sidan handlar om skeptikerorganisationen CSI. För TV-serien, se CSI: Crime Scene Investigation För andra betydelser, se CSI.
Committee for Skeptical Inquiry, förkortat CSI, (tidigare CSICOP, The Committee for the Scientific Investigation of Claims of the Paranormal) (’Kommittén för skeptisk undersökning’), är en amerikansk organisation av skeptiker som verkar för att avslöja pseudovetenskap. Organisationen bildades 1976 av Paul Kurtz och har i stort sett samma praktiska mål och filosofiska inställning som Skeptics Society, James Randi Educational Foundation och nationella skeptikerorganisationer i bland annat Europa. Organisationen ger ut tidskriften Skeptical Inquirer med sex nummer per år.

## Verksamhet
CSI verkar för kritisk granskning av påståenden om paranormala skeenden, samt sprider information om resultatet av dessa granskningar. Kommittén främjar vetenskapligt ifrågasättande, kritiskt tänkande och användning av sunt förnuft i granskandet av viktiga frågor.
Organisationen har undersökt många paranormala eller pseudovetenskapliga fenomen, från Bigfoot och UFO-rapporter till astrologi, alternativ medicin och religiösa kulter. Ett annat exempel på kommitténs verksamhet kan nämnas artiklarna i Skeptical Inquirer om paranormala skeenden i samband med tsunamikatastrofen i södra Asien  och om de vandringssägner som uppstod efter attentatet mot World Trade Center den 11 september 2001.
CSI verkar genom:
- ett nätverk av människor som är intresserade av att kritiskt granska paranormala påståenden och pseudovetenskap/alternativvetenskap och av att bidra till folkutbildningen
- sammanställning av bibliografier över tryckt/publicerat material som noggrant granskar sådana påståenden
- uppmuntra forskning som genomför objektiv och opartisk granskning inom områden där detta behövs
- ordnande konferenser och möten
- publicering artiklar som granskar påståenden om paranormala skeenden
- att inte direkt avvisa paranormala/pseudovetenskapliga påståenden utan att först ha genomfört en objektiv och noggrann granskning

## Medlemmar i CSI
I CSI finns en rad vetenskapsmän, filosofer, journalister och andra skeptiker varav många nobelpristagare. Några kända nuvarande eller före detta företrädare är:
- Isaac Asimov, 1920–1992, USA, författare
- Susan Blackmore, 1951–, Storbritannien, psykolog, författare och föreläsare
- Milbourne Christopher, 1914–1984, USA, illusionist
- Francis Crick, 1916–2004, Storbritannien, fysiker och biolog
- L. Sprague de Camp, 1907–2000, USA, författare
- Richard Dawkins, 1941–, Storbritannien, zoolog och genetiker
- Daniel Dennett, 1942–, USA, filosof
- Paul Edwards, 1923–2004, USA, moralfilosof
- Antony Flew, 1923–2010, Storbritannien, filosof
- Martin Gardner, 1914–2010, USA, matematiker, magiker och författare
- Murray Gell-Mann, 1929–2019, USA, fysiker
- Stephen Jay Gould, 1941–2002, USA, författare, paleontolog och biolog
- Susan Haack, 1945–, USA, filosof
- Alan Hale, 1958–, USA, astronom
- Douglas Hofstadter, 1945–, USA, logiker, matematiker och författare
- Paul Kurtz, 1925–2012, USA, filosof, ledde CSICOP
- John Maddox, 1925–2009, Storbritannien, författare och till 1995 redaktör för Nature
- Joe Nickell, 1944–, USA, f.d. detektiv, journalist och magiker. CSICOP:s Senior Research Fellow.
- Steven Pinker, 1954–, Canada, filosof
- Willard van Orman Quine, 1908–2000, USA, filosof och logiker
- James Randi, 1928–, USA, illusionist och skribent (har lämnat organisationen men stöder den fortfarande)
- Carl Sagan, 1934–1996, USA, astronom, forskare och författare
- Eugenie Scott, 1945–, USA, antropolog
- Glenn T. Seaborg, 1912–1999, USA, kemist och kärnfysiker
- B.F. Skinner, 1904–1990, USA, psykolog
- James Dewey Watson, 1928–, USA, zoolog och genetiker
- Steven Weinberg, 1933–, USA, fysiker och astronom
- Richard Wiseman, 1966–, Storbritannien, psykolog och magiker

## Källhänvisningar
1. ↑  Evans, Jules (3 oktober 2012). ”The Skeptic movement” (på engelska). philosophyforlife.org. Arkiverad från originalet den 6 juli 2016. https://web.archive.org/web/20160706155320/http://www.philosophyforlife.org/the-skeptic-movement/. Läst 16 januari 2020.  ”The modern Skeptic movement, as an organised force, arguably first appeared in 1976, when the philosopher Paul Kurtz proposed the establishment of a Committee for the Scientific Investigation of Claims of the Paranormal (CSICOP) at the American Humanist Association annual convention. CSICOP launched as a committee with founder members including the magicians James Randi and Martin Gardner.”
2. ↑  http://www.csicop.org/si/show/tsunami_conspiracies_and_hollow_moons
3. ↑  ”About CSI” (på engelska). Center for Inquiry. Arkiverad från originalet den 12 januari 2020. https://web.archive.org/web/20200112031819/https://skepticalinquirer.org/about/. Läst 16 januari 2020.
4. ↑  ”Fellows and Staff of CSI” (på engelska). Center for Inquiry. Arkiverad från originalet den 9 december 2019. https://web.archive.org/web/20191209020011/https://skepticalinquirer.org/fellows-and-staff/. Läst 16 januari 2020.